# Nuno Santos
Nuno Miguel Cardoso Santos (Moçambic, 20 novembre 1973) és un astrofísic portuguès especialitzat en la detecció i caracterització de planetes extrasolars, dels quals en va descobrir vuit.
Santos completà el seu grau en física a la Facultat de Física de la Universitat de Lisboa a Portugal, el 1996. El 1998 completà un màster a la mateixa universitat en astronomia i astrofísica. El 2002 presentà la seva tesi doctoral a la Universitat de Ginebra, Suïssa. Fins al 2008 ocupà diferents llocs d'investigador en la Universitat de Lisboa i en la de Porto, ambdues a Portugal. Des del 2008 treballa d'investigador en el Centre d'Astrofísica de la Universitat de Porto.
És el descobridor, com a primer autor dels articles, dels exoplanetes: HD 192263 b (2000); HD 213240 b i HD 28185 b (2001); Mi Arae c (2004); HD 171028 b (2007); HD 45652 b (2008); HD 181720 b i HD 5388 b (2010).
El 2010 fou guardonat amb el Premi Internacional Viktor Ambartsumian juntament amb Michel Mayor i Garik Israelian.